# Valeriana mapirensis
Valeriana mapirensis är en kaprifolväxtart som först beskrevs av Britt., och fick sitt nu gällande namn av Weberl. Valeriana mapirensis ingår i släktet vänderötter, och familjen kaprifolväxter. Inga underarter finns listade i Catalogue of Life.